# Ленточный бор

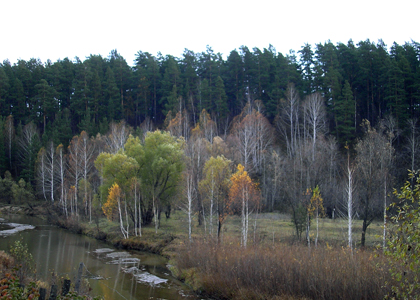
Ленточный бор в Борзовой Заимке

Ле́нточные бо́ры — сосновые леса, лишайниковые, зеленомошные и травяные, тянущиеся вдоль рек полосами шириной 5—40 км, располагаясь на песчаных древнеаллювиальных отложениях.

## География распространения
В основном распространены на юге Западной Сибири в Алтайском крае, Новосибирской области и на востоке Казахстана. Крупнейшие боры на реках Обь, Иртыш, Тобол и их притоках. Ленточные боры имеют большое почвозащитное значение, являются естественными лесными заграждениями, сдерживающими песчаные бури, идущие из Казахстана, формируют оптимальный для жизнедеятельности животных и человека микроклимат. Благодаря способности лесов аккумулировать влагу, ленточные боры являются естественным оазисом для обеспечения жизни. Относятся к категории ценных лесов.
В Алтайском крае находятся основные массивы ленточных боров. Название ленточных боров созвучно с названиями небольших речек, протекающих по ним: Барнаулки, Касмалы, Бурлы, Кулунды. Самой длинной является лента Барнаульского соснового бора, протянувшаяся на 550 км от реки Обь в окрестностях Барнаула до реки Иртыш в окрестностях города Семипалатинска (совр. Семей). Ширина бора на значительном протяжении, и в частности, в окрестностях Барнаула, составляет 8—10 км. Но на юго-западе, около села Новоегорьевское, лента бора срастается с соседней лентой Касмалинского бора. Образовавшийся таким образом Сросткинский сосновый бор имеет ширину около 40—50 км. Кучук-Кулундинский бор растянулся на 110 км от села Верх-Кучук до райцентра Завьялово. Прослауха-Кулундинский бор располагается между сёлами Ключи и Баево. Бурлинский бор, самый северный, начинается у Новосибирского водохранилища в 35 км севернее города Камня-на-Оби и проходит по территории Крутихинского, Панкрушихинского районов, его длина 100 км, ширина 6—7 км.
В Новосибирской области наиболее известны Сузунский, Караканский, Кудряшовский боры на берегу Оби.

## Происхождение
Учёные считают, что ленточные боры остались после ледникового периода, когда территория между Обью и Иртышом находилась между двумя огромными ледниками — Северным, который располагался по руслу Оби до впадения в неё Иртыша, и Алтайским. Последнее оледенение имело место примерно 10 тысяч лет назад. Потоки талых ледниковых вод несли большое количество песка, который постепенно накапливался на днищах ложбин. На отложившихся песках позднее начала произрастать сосна. В итоге теперь по ложбинам произрастают боры, а на пространствах между ними господствует степная растительность.

## Лесные пожары
В 1990-е годы, из-за отсутствия финансирования на лесоохрану, реликтовые ленточные боры сильно пострадали от пожаров. Наиболее разрушительные пожары случились в 1997 году. Для восстановления на Алтае сгоревших лесных массивов Всемирным фондом дикой природы была разработана специальная благотворительная программа. В последующем в регионе продолжали периодически случаться пожары. Один из крупнейших произошёл в сентябре 2010 года.